# Paganelgrondel
De paganelgrondel (Gobius paganellus) is een straalvinnige vis uit de familie van grondels (Gobiidae) en behoort derhalve tot de orde van baarsachtigen (Perciformes). De vis kan een lengte bereiken van 12 cm. De hoogst geregistreerde leeftijd is 10 jaar.

## Leefomgeving
Gobius paganellus komt zowel in zoet als zout water voor. Ook in brak water is de soort waargenomen. De vis prefereert een subtropisch klimaat en heeft zich verspreid over de Atlantische en Indische Oceaan. Bovendien komt Gobius paganellus voor in de Middellandse Zee. De diepteverspreiding is 3 tot 15 m onder het wateroppervlak.

## Relatie tot de mens
Gobius paganellus is voor de visserij van beperkt commercieel belang. In de hengelsport wordt er weinig op de vis gejaagd. De soort kan worden bezichtigd in sommige openbare aquaria.